# Eksplozja w Machaczkale
Eksplozja w Machaczkale – katastrofa, do której doszło 14 sierpnia 2023 roku w Machaczkale w Rosji. W wyniku eksplozji saletry amonowej oraz zbiorników z paliwem, zginęło 37 osób, a 119 zostało rannych.
Do zdarzenia doszło na stacji benzynowej należącej do sieci Nafta-24 i znajdującej się przy ruchliwej autostradzie federalnej prowadzącej do granicy z Azerbejdżanem. Przed godziną 21:40 w warsztacie samochodowym znajdującym się przy stacji benzynowej wybuchł pożar. Ogień został zaprószony podczas naprawy samochodu znajdującego się w warsztacie. Płomienie bardzo szybko rozprzestrzeniły się na budynek stacji benzynowej oraz zbiorniki z paliwem. O godzinie 21:40, jeszcze przed przyjazdem straży pożarnej eksplodowała saletra amonowa, która była nielegalnie składowana w warsztacie, a następnie dwa z ośmiu znajdujących się na stacji zbiorników z paliwem. Po eksplozji, w ogniu stanęło wszystko w promieniu 50 metrów. Ogółem, pożar rozprzestrzenił się na powierzchnię 600 metrów kwadratowych. 
W akcji gaszenia brało udział 70 strażaków i 20 wozów strażackich. O godzinie 1:00 pożar został ugaszony. W katastrofie śmierć poniosło 37 osób, a 119 zostało rannych. Cześć rannych została przetransportowana specjalnym samolotem do specjalistycznych szpitali w Moskwie. Wiele ofiar to gapie, którzy przyszli zobaczyć pożar, a także kierowcy i pasażerowie samochodów przejeżdżający obok miejsca pożaru. Eksplozja uszkodziła 40 domów prywatnych oraz całkowicie zniszczyła pobliski hotel, warsztat samochodowy oraz stacja benzynowa Nafta-24. 
Po katastrofie, władze Dagestanu głosiły 15 sierpnia dniem żałoby w regionie.